# Élections municipales de 2020 dans la Vendée
Les élections municipales de 2020 dans la Vendée ont lieu le 15 mars 2020 pour le premier tour et le 28 juin 2020 pour le second, initialement prévu le 22 mars, le report du second tour ayant été provoqué par la crise sanitaire liée à la pandémie de maladie à coronavirus (Covid-19).
Les informations suivantes concernent les seules communes de plus de 3 000 habitants situées dans le département de la Vendée.

## Maires sortants et maires élus
Le scrutin est marqué par une grande stabilité politique, même si la gauche doit abandonner Aubigny-Les Clouzeaux à la droite, tout en se consolant avec le gain de Saint-Hilaire-de-Riez. La droite reste largement majoritaire dans le département, malgré la perte de Challans et Noirmoutier-en-l'Île face aux centristes.
| Commune                   | Population (dernière pop. légale) | Population (dernière pop. légale) | Maire sortant         | Parti | Parti | Maire élu             | Parti | Parti |
| ------------------------- | --------------------------------- | --------------------------------- | --------------------- | ----- | ----- | --------------------- | ----- | ----- |
| Aizenay                   | 10 218                            | (2022)                            | Franck Roy            |       | DVD   | Franck Roy            |       | DVD   |
| Aubigny-Les Clouzeaux     | 7 129                             | (2022)                            | Jany Guéret           |       | PS    | Philippe Bouard       |       | DVD   |
| Beauvoir-sur-Mer          | 3 955                             | (2022)                            | Jean-Yves Billon      |       | DVD   | Jean-Yves Billon      |       | DVD   |
| Bellevigny                | 6 239                             | (2022)                            | Régis Plisson         |       | DVD   | Régis Plisson         |       | DVD   |
| Benet                     | 4 059                             | (2022)                            | Daniel David          |       | PS    | Daniel David          |       | PS    |
| Bournezeau                | 3 471                             | (2022)                            | Louis-Marie Giraudeau |       | DVD   | Louisette Billaudeau  |       | DVD   |
| Bretignolles-sur-Mer      | 5 139                             | (2022)                            | Christophe Chabot     |       | DVD   | Frédéric Fouquet      |       | DVD   |
| Challans                  | 22 890                            | (2022)                            | Serge Rondeau         |       | DVD   | Rémi Pascreau         |       | DVD   |
| Chantonnay                | 8 518                             | (2022)                            | Gérard Villette       |       | DVD   | Isabelle Moinet       |       | DVD   |
| Chanverrie                | 5 580                             | (2022)                            | Jean-François Fruchet |       | DVD   | Jean-François Fruchet |       | DVD   |
| Chavagnes-en-Paillers     | 3 648                             | (2022)                            | Éric Salaün           |       | DVD   | Éric Salaün           |       | DVD   |
| Coëx                      | 3 416                             | (2022)                            | Dominique Michaud     |       | DVD   | Michel Remaud         |       | DVD   |
| Commequiers               | 3 708                             | (2022)                            | Jean-Paul Élineau     |       | DVD   | Philippe Moreau       |       | DVD   |
| Cugand                    | 3 746                             | (2022)                            | Joël Caillaud         |       | DVD   | Cécile Barreau        |       | DVD   |
| Dompierre-sur-Yon         | 4 535                             | (2022)                            | Philippe Gaboriau     |       | PS    | François Gilet        |       | DVG   |
| Essarts en Bocage         | 6 835                             | (2022)                            | Freddy Riffaud        |       | DVD   | Freddy Riffaud        |       | DVD   |
| Fontenay-le-Comte         | 13 806                            | (2022)                            | Jean-Michel Lalère    |       | LR    | Ludovic Hocbon        |       | DVD   |
| L'Herbergement            | 3 437                             | (2022)                            | Marc Préault          |       | DVD   | Anne Boisteau-Payen   |       | DVD   |
| L'Île-d'Yeu               | 4 887                             | (2022)                            | Bruno Noury           |       | DVD   | Bruno Noury           |       | DVD   |
| La Bruffière              | 4 015                             | (2022)                            | André Boudaud         |       | DVD   | Jean-Michel Bregeon   |       | DVD   |
| La Chaize-le-Vicomte      | 3 883                             | (2022)                            | Yannick David         |       | DVD   | Yannick David         |       | DVD   |
| La Ferrière               | 5 411                             | (2022)                            | Jean-Marie Chamard    |       | DVD   | David Bely            |       | DVD   |
| La Garnache               | 5 413                             | (2022)                            | François Petit        |       | DVD   | François Petit        |       | DVD   |
| La Gaubretière            | 3 223                             | (2022)                            | Jean-Claude Giraud    |       | DVD   | Marie-Thérèse Pluchon |       | DVD   |
| La Roche-sur-Yon          | 54 699                            | (2022)                            | Luc Bouard            |       | DVD   | Luc Bouard            |       | DVD   |
| Le Boupère                | 3 170                             | (2022)                            | Dominique Blanchard   |       | DIV   | Anne Bizon            |       | DIV   |
| Le Fenouiller             | 4 978                             | (2022)                            | René Viaud            |       | DVD   | Isabelle Tessier      |       | DVD   |
| Le Poiré-sur-Vie          | 8 637                             | (2022)                            | Sabine Roirand        |       | DVD   | Sabine Roirand        |       | DVD   |
| Les Achards               | 5 451                             | (2022)                            | Daniel Gracineau      |       | DVD   | Michel Valla          |       | DVD   |
| Les Herbiers              | 16 589                            | (2022)                            | Véronique Besse       |       | DVD   | Véronique Besse       |       | DVD   |
| Les Lucs-sur-Boulogne     | 3 671                             | (2022)                            | Roger Gaborieau       |       | DVD   | Christophe Gas        |       | DVD   |
| Les Sables-d'Olonne       | 48 740                            | (2022)                            | Yannick Moreau        |       | LR    | Yannick Moreau        |       | LR    |
| Luçon                     | 9 450                             | (2022)                            | Pierre-Guy Perrier    |       | LR    | Dominique Bonnin      |       | DVD   |
| Montaigu-Vendée           | 20 754                            | (2022)                            | Antoine Chéreau       |       | DVD   | Florent Limouzin      |       | DVD   |
| Montréverd                | 3 833                             | (2022)                            | Damien Grasset        |       | DVD   | Damien Grasset        |       | DVD   |
| Mortagne-sur-Sèvre        | 6 065                             | (2022)                            | Alain Brochoire       |       | DVD   | Alain Brochoire       |       | DVD   |
| Mouilleron-le-Captif      | 5 209                             | (2022)                            | Jacky Godard          |       | DVD   | Jacky Godard          |       | DVD   |
| Noirmoutier-en-l'Île      | 4 502                             | (2022)                            | Noël Faucher          |       | LR    | Yan Balat             |       | DVC   |
| Pouzauges                 | 5 641                             | (2022)                            | Michelle Devanne      |       | DVG   | Michelle Devanne      |       | DVG   |
| Rocheservière             | 3 571                             | (2022)                            | Bernard Dabreteau     |       | DVD   | Bernard Dabreteau     |       | DVD   |
| Rives de l'Yon            | 4 285                             | (2022)                            | Jean-Louis Batiot     |       | DVD   | Christophe Hermouet   |       | DVD   |
| Saint-Fulgent             | 3 924                             | (2022)                            | Paul Boudaud          |       | DVD   | Jean-Luc Gautron      |       | DVD   |
| Saint-Gilles-Croix-de-Vie | 8 140                             | (2022)                            | François Blanchet     |       | LR    | François Blanchet     |       | LR    |
| Saint-Hilaire-de-Riez     | 12 923                            | (2022)                            | Laurent Boudelier     |       | DVD   | Kathia Viel           |       | DVG   |
| Saint-Jean-de-Monts       | 8 809                             | (2022)                            | André Ricolleau       |       | DVG   | Véronique Launay      |       | DVG   |
| Saint-Laurent-sur-Sèvre   | 3 613                             | (2022)                            | Guy-Marie Maudet      |       | DVD   | Éric Couderc          |       | DVD   |
| Saint-Philbert-de-Bouaine | 3 622                             | (2022)                            | Francis Breton        |       | DVD   | Francis Breton        |       | DVD   |
| Sallertaine               | 3 390                             | (2022)                            | Jean-Luc Menuet       |       | DVD   | Jean-Luc Menuet       |       | DVD   |
| Sèvremont                 | 6 401                             | (2022)                            | Bernard Martineau     |       | DVD   | Jean-Louis Roy        |       | DVD   |
| Soullans                  | 4 535                             | (2022)                            | Jean-Michel Rouillé   |       | DVD   | Jean-Michel Rouillé   |       | DVD   |
| Talmont-Saint-Hilaire     | 8 327                             | (2022)                            | Maxence de Rugy       |       | LR    | Maxence de Rugy       |       | LR    |
| Treize-Septiers           | 3 361                             | (2022)                            | Isabelle Rivière      |       | LR    | Isabelle Rivière      |       | LR    |
| Venansault                | 4 743                             | (2022)                            | Laurent Favreau       |       | DVD   | Laurent Favreau       |       | DVD   |

### Résultats en nombre de maires
| Partis               | Partis               | Maires sortants | Maires élus | Évolution     |
| -------------------- | -------------------- | --------------- | ----------- | ------------- |
|                      | Divers droite        | 40              | 42          | 2             |
|                      | Les Républicains     | 7               | 4           | 3             |
| Total droite         | Total droite         | 47              | 46          | 1             |
|                      | Divers gauche        | 2               | 4           | 2             |
|                      | Parti socialiste     | 3               | 1           | 2             |
| Total gauche         | Total gauche         | 5               | 5           | en stagnation |
|                      | Divers centre        | 0               | 1           | 1             |
| Total centre         | Total centre         | 0               | 1           | 1             |
|                      | Sans étiquette       | 1               | 1           | en stagnation |
| Total sans étiquette | Total sans étiquette | 1               | 1           | en stagnation |
| Total                | Total                | 53              | 53          |               |

## Résultats dans les communes de plus de3 000 habitants
Un arrêté de la préfecture de la Vendée rappelle le nombre de conseillers municipaux et communautaires à élire par commune.

### Aizenay
- Maire sortant : Franck Roy
- 29 sièges à pourvoir au conseil municipal (population légale 2017 : 9 510 habitants)
- 9 sièges à pourvoir au conseil communautaire (CC de Vie-et-Boulogne)

|                          |                          |                          |              |              |        |        |  |  |  |
| Tête de liste            | Tête de liste            | Liste                    | Premier tour | Premier tour | Sièges | Sièges |  |  |  |
| Tête de liste            | Tête de liste            | Liste                    | Voix         | %            | CM     | CC     |  |  |  |
|                          | Franck Roy               | DVD                      | 1 905        | 100,00       | 29     | 9      |  |  |  |
|                          |                          |                          |              |              |        |        |  |  |  |
| Votes valides            | Votes valides            | Votes valides            | 1 905        | 85,97        |        |        |  |  |  |
| Votes blancs             | Votes blancs             | Votes blancs             | 123          | 5,55         |        |        |  |  |  |
| Votes nuls               | Votes nuls               | Votes nuls               | 188          | 8,48         |        |        |  |  |  |
| Total                    | Total                    | Total                    | 2 216        | 100          | 29     | 9      |  |  |  |
| Abstention               | Abstention               | Abstention               | 5 004        | 69,31        |        |        |  |  |  |
| Inscrits / participation | Inscrits / participation | Inscrits / participation | 7 220        | 30,69        |        |        |  |  |  |

### Aubigny-Les Clouzeaux
- Maire sortant : Jany Guéret
- 33 sièges à pourvoir au conseil municipal (population légale 2017 : 6 571 habitants)
- 4 sièges à pourvoir au conseil communautaire (CA La Roche-sur-Yon - Agglomération)

|                          |                          |                          |              |              |        |        |  |  |  |
| Tête de liste            | Tête de liste            | Liste                    | Premier tour | Premier tour | Sièges | Sièges |  |  |  |
| Tête de liste            | Tête de liste            | Liste                    | Voix         | %            | CM     | CC     |  |  |  |
|                          | Jean-Pierre Mignien      | DVD                      | 1 252        | 53,18        | 26     | 3      |  |  |  |
|                          | Michelle Grellier        | DVG                      | 1 102        | 46,81        | 7      | 1      |  |  |  |
|                          |                          |                          |              |              |        |        |  |  |  |
| Votes valides            | Votes valides            | Votes valides            | 2 354        | 96,08        |        |        |  |  |  |
| Votes blancs             | Votes blancs             | Votes blancs             | 47           | 1,92         |        |        |  |  |  |
| Votes nuls               | Votes nuls               | Votes nuls               | 49           | 2,00         |        |        |  |  |  |
| Total                    | Total                    | Total                    | 2 450        | 100          | 33     | 4      |  |  |  |
| Abstention               | Abstention               | Abstention               | 2 699        | 52,42        |        |        |  |  |  |
| Inscrits / participation | Inscrits / participation | Inscrits / participation | 5 149        | 47,58        |        |        |  |  |  |

### Beauvoir-sur-Mer
- Maire sortant : Jean-Yves Billon
- 27 sièges à pourvoir au conseil municipal (population légale 2017 : 3 904 habitants)
- 3 sièges à pourvoir au conseil communautaire (CC Challans-Gois-Communauté)

|                          |                          |                          |              |              |        |        |  |  |  |
| Tête de liste            | Tête de liste            | Liste                    | Premier tour | Premier tour | Sièges | Sièges |  |  |  |
| Tête de liste            | Tête de liste            | Liste                    | Voix         | %            | CM     | CC     |  |  |  |
|                          | Jean-Yves Billon         | DVD                      | 1 049        | 61,92        | 22     | 2      |  |  |  |
|                          | Jean-François Pillet     | DVD                      | 645          | 38,07        | 5      | 1      |  |  |  |
|                          |                          |                          |              |              |        |        |  |  |  |
| Votes valides            | Votes valides            | Votes valides            | 1 694        | 98,26        |        |        |  |  |  |
| Votes blancs             | Votes blancs             | Votes blancs             | 10           | 0,58         |        |        |  |  |  |
| Votes nuls               | Votes nuls               | Votes nuls               | 20           | 1,16         |        |        |  |  |  |
| Total                    | Total                    | Total                    | 1 724        | 100          | 27     | 3      |  |  |  |
| Abstention               | Abstention               | Abstention               | 1 645        | 48,83        |        |        |  |  |  |
| Inscrits / participation | Inscrits / participation | Inscrits / participation | 3 369        | 51,17        |        |        |  |  |  |

### Bellevigny
- Maire sortant : Régis Plisson
- 33 sièges à pourvoir au conseil municipal (population légale 2017 : 6 005 habitants)
- 6 sièges à pourvoir au conseil communautaire (CC de Vie-et-Boulogne)

| Tête de liste            | Tête de liste            | Liste                    | Premier tour | Premier tour | Sièges | Sièges |
| Tête de liste            | Tête de liste            | Liste                    | Voix         | %            | CM     | CC     |
| ------------------------ | ------------------------ | ------------------------ | ------------ | ------------ | ------ | ------ |
|                          | Régis Plisson            | DIV                      | 1 138        | 100          | 33     | 6      |
|                          |                          |                          |              |              |        |        |
| Votes valides            | Votes valides            | Votes valides            | 1 138        | 83,74        |        |        |
| Votes blancs             | Votes blancs             | Votes blancs             | 66           | 4,86         |        |        |
| Votes nuls               | Votes nuls               | Votes nuls               | 155          | 11,41        |        |        |
| Total                    | Total                    | Total                    | 1 359        | 100          | 33     | 6      |
| Abstention               | Abstention               | Abstention               | 3 185        | 70,09        |        |        |
| Inscrits / participation | Inscrits / participation | Inscrits / participation | 4 544        | 29,91        |        |        |

### Benet
- Maire sortant : Daniel David
- 27 sièges à pourvoir au conseil municipal (population légale 2017 : 4 011 habitants)
- 8 sièges à pourvoir au conseil communautaire (CC Vendée-Sèvre-Autise)

| Tête de liste | Tête de liste | Liste       | Premier tour | Premier tour | Sièges | Sièges |
| Tête de liste | Tête de liste | Liste       | Voix         | %            | CM     | CC     |
| ------------- | ------------- | ----------- | ------------ | ------------ | ------ | ------ |
|               | Daniel David  | DVG         | 1 064        | 100,00       | 27     | 8      |
|               |               |             |              |              |        |        |
| Inscrits      | Inscrits      | Inscrits    | 3 044        | 100,00       |        |        |
| Abstentions   | Abstentions   | Abstentions | 1 850        | 60,78        |        |        |
| Votants       | Votants       | Votants     | 1 194        | 39,22        |        |        |
| Blancs        | Blancs        | Blancs      | 54           | 4,52         |        |        |
| Nuls          | Nuls          | Nuls        | 76           | 6,37         |        |        |
| Exprimés      | Exprimés      | Exprimés    | 1 064        | 89,11        |        |        |

### Bournezeau
- Maire sortant : Louis-Marie Giraudeau
- 23 sièges à pourvoir au conseil municipal (population légale 2017 : 3 373 habitants)
- 5 sièges à pourvoir au conseil communautaire (CC du Pays-de-Chantonnay)

| Tête de liste | Tête de liste        | Liste       | Premier tour | Premier tour | Sièges | Sièges |
| Tête de liste | Tête de liste        | Liste       | Voix         | %            | CM     | CC     |
| ------------- | -------------------- | ----------- | ------------ | ------------ | ------ | ------ |
|               | Louisette Billaudeau | SE          | 872          | 100,00       | 23     | 5      |
|               |                      |             |              |              |        |        |
| Inscrits      | Inscrits             | Inscrits    | 2 377        | 100,00       |        |        |
| Abstentions   | Abstentions          | Abstentions | 1 377        | 57,93        |        |        |
| Votants       | Votants              | Votants     | 1 000        | 42,07        |        |        |
| Blancs        | Blancs               | Blancs      | 19           | 1,90         |        |        |
| Nuls          | Nuls                 | Nuls        | 109          | 10,90        |        |        |
| Exprimés      | Exprimés             | Exprimés    | 872          | 87,20        |        |        |

### Bretignolles-sur-Mer
- Maire sortant : Christophe Chabot
- 27 sièges à pourvoir au conseil municipal (population légale 2017 : 4 669 habitants)
- 4 sièges à pourvoir au conseil communautaire (CA Pays de Saint-Gilles-Croix-de-Vie Agglomération)

| Tête de liste | Tête de liste    | Liste       | Premier tour | Premier tour | Sièges | Sièges |
| Tête de liste | Tête de liste    | Liste       | Voix         | %            | CM     | CC     |
| ------------- | ---------------- | ----------- | ------------ | ------------ | ------ | ------ |
|               | Frédéric Fouquet | DVD         | 1 835        | 60,40        | 22     | 3      |
|               | Thierry Biron    | DIV         | 1 088        | 35,81        | 5      | 1      |
|               | Brigitte Neveux  | RN          | 115          | 3,78         | 0      | 0      |
|               |                  |             |              |              |        |        |
| Inscrits      | Inscrits         | Inscrits    | 4 520        | 100,00       |        |        |
| Abstentions   | Abstentions      | Abstentions | 1 437        | 31,79        |        |        |
| Votants       | Votants          | Votants     | 3 083        | 68,21        |        |        |
| Blancs        | Blancs           | Blancs      | 19           | 0,62         |        |        |
| Nuls          | Nuls             | Nuls        | 26           | 0,84         |        |        |
| Exprimés      | Exprimés         | Exprimés    | 3 038        | 98,52        |        |        |

### Challans
- Maire sortant : Serge Rondeau
- 35 sièges à pourvoir au conseil municipal (population légale 2017 : 20 622 habitants)
- 19 sièges à pourvoir au conseil communautaire (CC Challans-Gois-Communauté)

| Tête de liste | Tête de liste  | Liste       | Premier tour | Premier tour | Second tour | Second tour | Sièges | Sièges |
| Tête de liste | Tête de liste  | Liste       | Voix         | %            | Voix        | %           | CM     | CC     |
| ------------- | -------------- | ----------- | ------------ | ------------ | ----------- | ----------- | ------ | ------ |
|               | Rémi Pascreau  | DVC         | 2 851        | 42,75        | 3 534       | 49,48       | 27     | 14     |
|               | Thomas Merlet  | DVD         | 2 790        | 41,83        | 2 833       | 39,67       | 7      | 4      |
|               | Laurence Proux | DVG         | 1 028        | 15,41        | 775         | 10,85       | 1      | 1      |
|               |                |             |              |              |             |             |        |        |
| Inscrits      | Inscrits       | Inscrits    | 17 028       | 100,00       | 17 044      | 100,00      |        |        |
| Abstentions   | Abstentions    | Abstentions | 10 110       | 59,37        | 9 763       | 57,28       |        |        |
| Votants       | Votants        | Votants     | 6 918        | 40,63        | 7 281       | 42,72       |        |        |
| Blancs        | Blancs         | Blancs      | 63           | 0,91         | 48          | 0,66        |        |        |
| Nuls          | Nuls           | Nuls        | 186          | 2,69         | 91          | 1,25        |        |        |
| Exprimés      | Exprimés       | Exprimés    | 6 669        | 96,40        | 7 142       | 98,09       |        |        |

### Chantonnay
- Maire sortant : Gérard Villette
- 29 sièges à pourvoir au conseil municipal (population légale 2017 : 8 318 habitants)
- 11 sièges à pourvoir au conseil communautaire (CC du Pays-de-Chantonnay)

| Tête de liste | Tête de liste   | Liste       | Premier tour | Premier tour | Sièges | Sièges |
| Tête de liste | Tête de liste   | Liste       | Voix         | %            | CM     | CC     |
| ------------- | --------------- | ----------- | ------------ | ------------ | ------ | ------ |
|               | Isabelle Moinet | DVD         | 1 895        | 69,66        | 25     | 10     |
|               | Éric Peltanche  | DVG         | 825          | 30,33        | 4      | 1      |
|               |                 |             |              |              |        |        |
| Inscrits      | Inscrits        | Inscrits    | 6 177        | 100,00       |        |        |
| Abstentions   | Abstentions     | Abstentions | 3 335        | 53,99        |        |        |
| Votants       | Votants         | Votants     | 2 842        | 46,01        |        |        |
| Blancs        | Blancs          | Blancs      | 45           | 1,58         |        |        |
| Nuls          | Nuls            | Nuls        | 77           | 2,71         |        |        |
| Exprimés      | Exprimés        | Exprimés    | 2 720        | 95,71        |        |        |

### Chanverrie
- Maire sortant : Jean-François Fruchet
- 33 sièges à pourvoir au conseil municipal (population légale 2017 : 5 527 habitants)
- 7 sièges à pourvoir au conseil communautaire (CC du Pays-de-Mortagne)

| Tête de liste | Tête de liste         | Liste       | Premier tour | Premier tour | Sièges | Sièges |
| Tête de liste | Tête de liste         | Liste       | Voix         | %            | CM     | CC     |
| ------------- | --------------------- | ----------- | ------------ | ------------ | ------ | ------ |
|               | Jean-François Fruchet | DVD         | 1 477        | 100,00       | 33     | 7      |
|               |                       |             |              |              |        |        |
| Inscrits      | Inscrits              | Inscrits    | 4 260        | 100,00       |        |        |
| Abstentions   | Abstentions           | Abstentions | 2 600        | 61,03        |        |        |
| Votants       | Votants               | Votants     | 1 660        | 38,97        |        |        |
| Blancs        | Blancs                | Blancs      | 41           | 2,47         |        |        |
| Nuls          | Nuls                  | Nuls        | 142          | 8,55         |        |        |
| Exprimés      | Exprimés              | Exprimés    | 1 477        | 88,98        |        |        |

### Chavagnes-en-Paillers
- Maire sortant : Éric Salaün
- 27 sièges à pourvoir au conseil municipal (population légale 2017 : 3 536 habitants)
- 4 sièges à pourvoir au conseil communautaire (CC du Pays-de-Saint-Fulgent-les-Essarts)

| Tête de liste | Tête de liste | Liste       | Premier tour | Premier tour | Sièges | Sièges |
| Tête de liste | Tête de liste | Liste       | Voix         | %            | CM     | CC     |
| ------------- | ------------- | ----------- | ------------ | ------------ | ------ | ------ |
|               | Éric Salaün   | DVD         | 948          | 100,00       | 27     | 4      |
|               |               |             |              |              |        |        |
| Inscrits      | Inscrits      | Inscrits    | 2 644        | 100,00       |        |        |
| Abstentions   | Abstentions   | Abstentions | 1 584        | 59,91        |        |        |
| Votants       | Votants       | Votants     | 1 060        | 41,09        |        |        |
| Blancs        | Blancs        | Blancs      | 33           | 3,11         |        |        |
| Nuls          | Nuls          | Nuls        | 79           | 7,45         |        |        |
| Exprimés      | Exprimés      | Exprimés    | 948          | 89,43        |        |        |

### Coëx
- Maire sortant : Dominique Michaud
- 23 sièges à pourvoir au conseil municipal (population légale 2017 : 3 536 habitants)
- 3 sièges à pourvoir au conseil communautaire (CA Pays de Saint-Gilles-Croix-de-Vie Agglomération)

| Tête de liste | Tête de liste | Liste       | Premier tour | Premier tour | Sièges | Sièges |
| Tête de liste | Tête de liste | Liste       | Voix         | %            | CM     | CC     |
| ------------- | ------------- | ----------- | ------------ | ------------ | ------ | ------ |
|               | Michel Remaud | SE          | 856          | 100,00       | 23     | 3      |
|               |               |             |              |              |        |        |
| Inscrits      | Inscrits      | Inscrits    | 2 542        | 100,00       |        |        |
| Abstentions   | Abstentions   | Abstentions | 1 558        | 38,71        |        |        |
| Votants       | Votants       | Votants     | 984          | 61,29        |        |        |
| Blancs        | Blancs        | Blancs      | 38           | 3,86         |        |        |
| Nuls          | Nuls          | Nuls        | 90           | 9,15         |        |        |
| Exprimés      | Exprimés      | Exprimés    | 856          | 86,99        |        |        |

### Commequiers
- Maire sortant : Jean-Paul Élineau
- 27 sièges à pourvoir au conseil municipal (population légale 2017 : 3 505 habitants)
- 3 sièges à pourvoir au conseil communautaire (CA Pays de Saint-Gilles-Croix-de-Vie Agglomération)

| Tête de liste | Tête de liste    | Liste       | Premier tour | Premier tour | Second tour | Second tour | Sièges  | Sièges  |
| Tête de liste | Tête de liste    | Liste       | Voix         | %            | Voix        | %           | CM      | CC      |
| ------------- | ---------------- | ----------- | ------------ | ------------ | ----------- | ----------- | ------- | ------- |
|               | Philippe Moreau  | DVD         | 614          | 40,31        | 757         | 50,70       | 21      | 2       |
|               | Sonia Charlos    | DVD         | 545          | 35,78        | 736         | 49,29       | 6       | 1       |
|               | Patrick Bauthamy | DVD         | 364          | 23,90        | Retrait     | Retrait     | Retrait | Retrait |
|               |                  |             |              |              |             |             |         |         |
| Inscrits      | Inscrits         | Inscrits    | 2 817        | 100,00       | 2 814       | 100,00      |         |         |
| Abstentions   | Abstentions      | Abstentions | 1 264        | 44,87        | 1 294       | 45,98       |         |         |
| Votants       | Votants          | Votants     | 1 553        | 55,13        | 1 520       | 54,02       |         |         |
| Blancs        | Blancs           | Blancs      | 11           | 0,71         | 9           | 0,52        |         |         |
| Nuls          | Nuls             | Nuls        | 19           | 1,22         | 18          | 1,18        |         |         |
| Exprimés      | Exprimés         | Exprimés    | 1 523        | 98,07        | 1 493       | 98,22       |         |         |

### Cugand
- Maire sortant : Joël Caillaud
- 23 sièges à pourvoir au conseil municipal (population légale 2017 : 3 498 habitants)
- 3 sièges à pourvoir au conseil communautaire (Terres-de-Montaigu)

| Tête de liste | Tête de liste   | Liste       | Premier tour | Premier tour | Sièges | Sièges |
| Tête de liste | Tête de liste   | Liste       | Voix         | %            | CM     | CC     |
| ------------- | --------------- | ----------- | ------------ | ------------ | ------ | ------ |
|               | Cécile Barreau  | SE          | 771          | 54,71        | 19     | 2      |
|               | Vincent Senelle | SE          | 420          | 29,80        | 3      | 1      |
|               | Jérôme Turmeau  | SE          | 218          | 15,47        | 1      | 0      |
|               |                 |             |              |              |        |        |
| Inscrits      | Inscrits        | Inscrits    | 2 618        | 100,00       |        |        |
| Abstentions   | Abstentions     | Abstentions | 1 174        | 44,84        |        |        |
| Votants       | Votants         | Votants     | 1 444        | 55,16        |        |        |
| Blancs        | Blancs          | Blancs      | 10           | 0,69         |        |        |
| Nuls          | Nuls            | Nuls        | 25           | 1,73         |        |        |
| Exprimés      | Exprimés        | Exprimés    | 1 409        | 97,58        |        |        |

### Dompierre-sur-Yon
- Maire sortant : Philippe Gaboriau
- 27 sièges à pourvoir au conseil municipal (population légale 2017 : 4 244 habitants)
- 2 sièges à pourvoir au conseil communautaire (CA La Roche-sur-Yon - Agglomération)

| Tête de liste | Tête de liste    | Liste       | Premier tour | Premier tour | Second tour | Second tour | Sièges  | Sièges  |
| Tête de liste | Tête de liste    | Liste       | Voix         | %            | Voix        | %           | CM      | CC      |
| ------------- | ---------------- | ----------- | ------------ | ------------ | ----------- | ----------- | ------- | ------- |
|               | François Gilet   | DVG         | 788          | 43,89        | 986         | 56,21       | 21      | 2       |
|               | Evelyne Missire  | DVD         | 679          | 37,82        | 768         | 43,78       | 6       | 0       |
|               | Marc Lepelletier | SE          | 328          | 18,27        | Retrait     | Retrait     | Retrait | Retrait |
|               |                  |             |              |              |             |             |         |         |
| Inscrits      | Inscrits         | Inscrits    | 3 471        | 100,00       | 3 473       | 100,00      |         |         |
| Abstentions   | Abstentions      | Abstentions | 1 651        | 47,57        | 1 662       | 47,85       |         |         |
| Votants       | Votants          | Votants     | 1 820        | 52,43        | 1 811       | 52,15       |         |         |
| Blancs        | Blancs           | Blancs      | 12           | 0,66         | 31          | 1,71        |         |         |
| Nuls          | Nuls             | Nuls        | 13           | 0,71         | 26          | 1,44        |         |         |
| Exprimés      | Exprimés         | Exprimés    | 1 795        | 98,63        | 1 754       | 96,85       |         |         |

### Essarts en Bocage
- Maire sortant : Freddy Riffaud
- 33 sièges à pourvoir au conseil municipal (population légale 2017 : 8 931 habitants)
- 10 sièges à pourvoir au conseil communautaire (CC du Pays-de-Saint-Fulgent-les-Essarts)

| Tête de liste | Tête de liste  | Liste       | Premier tour | Premier tour | Sièges | Sièges |
| Tête de liste | Tête de liste  | Liste       | Voix         | %            | CM     | CC     |
| ------------- | -------------- | ----------- | ------------ | ------------ | ------ | ------ |
|               | Freddy Riffaud | DVD         | 1 502        | 100,00       | 33     | 10     |
|               |                |             |              |              |        |        |
| Inscrits      | Inscrits       | Inscrits    | 6 380        | 100,00       |        |        |
| Abstentions   | Abstentions    | Abstentions | 3 655        | 57,29        |        |        |
| Votants       | Votants        | Votants     | 2 725        | 42,71        |        |        |
| Blancs        | Blancs         | Blancs      | 1038         | 38,09        |        |        |
| Nuls          | Nuls           | Nuls        | 185          | 6,79         |        |        |
| Exprimés      | Exprimés       | Exprimés    | 1 502        | 55,12        |        |        |

### Fontenay-le-Comte
- Maire sortant : Jean-Michel Lalère
- 33 sièges à pourvoir au conseil municipal (population légale 2017 : 13 226 habitants)
- 17 sièges à pourvoir au conseil communautaire (CC Pays-de-Fontenay-Vendée)

| Tête de liste | Tête de liste              | Liste       | Premier tour | Premier tour | Second tour | Second tour | Sièges | Sièges |
| Tête de liste | Tête de liste              | Liste       | Voix         | %            | Voix        | %           | CM     | CC     |
| ------------- | -------------------------- | ----------- | ------------ | ------------ | ----------- | ----------- | ------ | ------ |
|               | Ludovic Hocbon             | DVD         | 1 707        | 38,40        | 2 121       | 44,13       | 24     | 13     |
|               | Hugues Fourage             | DVG         | 1 576        | 35,45        | 2 074       | 43,15       | 7      | 3      |
|               | Dominique Verhaegue-Grillo | LREM        | 737          | 16,58        | 611         | 12,71       | 2      | 1      |
|               | Philippe Terroire          | DVG         | 425          | 9,56         |             |             |        |        |
|               |                            |             |              |              |             |             |        |        |
| Inscrits      | Inscrits                   | Inscrits    | 9 683        | 100,00       | 9 676       | 100,00      |        |        |
| Abstentions   | Abstentions                | Abstentions | 5 117        | 52,85        | 4 746       | 49,05       |        |        |
| Votants       | Votants                    | Votants     | 4 566        | 47,15        | 4 930       | 50,95       |        |        |
| Blancs        | Blancs                     | Blancs      | 44           | 0,96         | 66          | 1,34        |        |        |
| Nuls          | Nuls                       | Nuls        | 77           | 1,69         | 58          | 1,18        |        |        |
| Exprimés      | Exprimés                   | Exprimés    | 4 445        | 97,35        | 4 806       | 97,48       |        |        |

### L'Herbergement
- Maire sortant : Marc Préault
- 23 sièges à pourvoir au conseil municipal (population légale 2017 : 3 175 habitants)
- 3 sièges à pourvoir au conseil communautaire (CA Terres de Montaigu, communauté d'agglomération)

| Tête de liste  | Tête de liste       | Liste          | Premier tour | Premier tour | Sièges | Sièges |
| Tête de liste  | Tête de liste       | Liste          | Voix         | %            | CM     | CC     |
| -------------- | ------------------- | -------------- | ------------ | ------------ | ------ | ------ |
|                | Anne Boisteau-Payen | SE             | 815          | 100,00       | 23     | 3      |
|                |                     |                |              |              |        |        |
| Inscrits       | Inscrits            | Inscrits       | 2 220        | 100,00       |        |        |
| Abstentions    | Abstentions         | Abstentions    | 1 306        | 58,83        |        |        |
| Votants        | Votants             | Votants        | 914          | 41,17        |        |        |
| Blancs et nuls | Blancs et nuls      | Blancs et nuls | 99           | 10,83        |        |        |
| Exprimés       | Exprimés            | Exprimés       | 815          | 89,17        |        |        |

### L'Île-d'Yeu
- Maire sortant : Bruno Noury
- 27 sièges à pourvoir au conseil municipal (population légale 2017 : 4 809 habitants)

| Tête de liste  | Tête de liste   | Liste          | Premier tour | Premier tour | Sièges | Sièges |
| Tête de liste  | Tête de liste   | Liste          | Voix         | %            | CM     | CC     |
| -------------- | --------------- | -------------- | ------------ | ------------ | ------ | ------ |
|                | Bruno Noury     | DVD            | 1 442        | 61,33        | 22     | /      |
|                | Patrice Bernard | DVD            | 909          | 38,66        | 5      | /      |
|                |                 |                |              |              |        |        |
| Inscrits       | Inscrits        | Inscrits       | 4 261        | 100,00       |        |        |
| Abstentions    | Abstentions     | Abstentions    | 1 789        | 41,99        |        |        |
| Votants        | Votants         | Votants        | 2 472        | 58,01        |        |        |
| Blancs et nuls | Blancs et nuls  | Blancs et nuls | 121          | 4,89         |        |        |
| Exprimés       | Exprimés        | Exprimés       | 2 351        | 95,11        |        |        |

### La Bruffière
- Maire sortant : André Boudaud
- 27 sièges à pourvoir au conseil municipal (population légale 2017 : 3 943 habitants)
- 4 sièges à pourvoir au conseil communautaire (CA Terres de Montaigu, communauté d'agglomération)

| Tête de liste  | Tête de liste       | Liste          | Premier tour | Premier tour | Sièges | Sièges |
| Tête de liste  | Tête de liste       | Liste          | Voix         | %            | CM     | CC     |
| -------------- | ------------------- | -------------- | ------------ | ------------ | ------ | ------ |
|                | Jean-Michel Bregeon | DVD            | 1 038        | 68,51        | 23     | 4      |
|                | Olivier Nerrière    | DIV            | 477          | 31,48        | 4      | 0      |
|                |                     |                |              |              |        |        |
| Inscrits       | Inscrits            | Inscrits       | 2 954        | 100,00       |        |        |
| Abstentions    | Abstentions         | Abstentions    | 1 546        | 47,66        |        |        |
| Votants        | Votants             | Votants        | 1 408        | 52,34        |        |        |
| Blancs et nuls | Blancs et nuls      | Blancs et nuls | 31           | 2,20         |        |        |
| Exprimés       | Exprimés            | Exprimés       | 1 377        | 97,80        |        |        |

### La Chaize-le-Vicomte
- Maire sortant : Yannick David
- 27 sièges à pourvoir au conseil municipal (population légale 2017 : 3 770 habitants)
- 2 sièges à pourvoir au conseil communautaire (CA La Roche-sur-Yon - Agglomération)

| Tête de liste  | Tête de liste  | Liste          | Premier tour | Premier tour | Sièges | Sièges |
| Tête de liste  | Tête de liste  | Liste          | Voix         | %            | CM     | CC     |
| -------------- | -------------- | -------------- | ------------ | ------------ | ------ | ------ |
|                | Yannick David  | DVD            | 855          | 54,66        | 21     | 2      |
|                | Jonathan Derer | DVG            | 709          | 45,33        | 6      | 0      |
|                |                |                |              |              |        |        |
| Inscrits       | Inscrits       | Inscrits       | 2 675        | 100,00       |        |        |
| Abstentions    | Abstentions    | Abstentions    | 1 079        | 40,34        |        |        |
| Votants        | Votants        | Votants        | 1 596        | 59,66        |        |        |
| Blancs et nuls | Blancs et nuls | Blancs et nuls | 32           | 2,01         |        |        |
| Exprimés       | Exprimés       | Exprimés       | 1 564        | 97,99        |        |        |

### La Ferrière
- Maire sortant : Jean-Marie Chamard
- 29 sièges à pourvoir au conseil municipal (population légale 2017 : 5 255 habitants)
- 3 sièges à pourvoir au conseil communautaire (CA La Roche-sur-Yon - Agglomération)

| Tête de liste  | Tête de liste       | Liste          | Premier tour | Premier tour | Sièges | Sièges |
| Tête de liste  | Tête de liste       | Liste          | Voix         | %            | CM     | CC     |
| -------------- | ------------------- | -------------- | ------------ | ------------ | ------ | ------ |
|                | David Bely          | DVD            | 1 031        | 53,44        | 23     | 2      |
|                | Marie-Claude Moreau | DVG            | 898          | 46,55        | 6      | 1      |
|                |                     |                |              |              |        |        |
| Inscrits       | Inscrits            | Inscrits       | 3 979        | 100,00       |        |        |
| Abstentions    | Abstentions         | Abstentions    | 1 978        | 49,71        |        |        |
| Votants        | Votants             | Votants        | 2 001        | 50,29        |        |        |
| Blancs et nuls | Blancs et nuls      | Blancs et nuls | 72           | 3,60         |        |        |
| Exprimés       | Exprimés            | Exprimés       | 1 929        | 96,40        |        |        |

### La Garnache
- Maire sortant : François Petit
- 27 sièges à pourvoir au conseil municipal (population légale 2017 : 4 995 habitants)
- 4 sièges à pourvoir au conseil communautaire (CC Challans-Gois-Communauté)

| Tête de liste  | Tête de liste    | Liste          | Premier tour | Premier tour | Sièges | Sièges |
| Tête de liste  | Tête de liste    | Liste          | Voix         | %            | CM     | CC     |
| -------------- | ---------------- | -------------- | ------------ | ------------ | ------ | ------ |
|                | François Petit   | DVD            | 1 115        | 51,86        | 21     | 3      |
|                | Patricia Bernard | DVD            | 1 035        | 48,13        | 6      | 1      |
|                |                  |                |              |              |        |        |
| Inscrits       | Inscrits         | Inscrits       | 4 062        | 100,00       |        |        |
| Abstentions    | Abstentions      | Abstentions    | 1 861        | 45,81        |        |        |
| Votants        | Votants          | Votants        | 2 201        | 54,19        |        |        |
| Blancs et nuls | Blancs et nuls   | Blancs et nuls | 51           | 2,32         |        |        |
| Exprimés       | Exprimés         | Exprimés       | 2 150        | 97,68        |        |        |

### La Gaubretière
- Maire sortant : Jean-Claude Giraud
- 23 sièges à pourvoir au conseil municipal (population légale 2017 : 3 060 habitants)
- 4 sièges à pourvoir au conseil communautaire (CC du Pays-de-Mortagne)

| Tête de liste  | Tête de liste         | Liste          | Premier tour | Premier tour | Sièges | Sièges |
| Tête de liste  | Tête de liste         | Liste          | Voix         | %            | CM     | CC     |
| -------------- | --------------------- | -------------- | ------------ | ------------ | ------ | ------ |
|                | Marie-Thérèse Pluchon | SE             | 688          | 53,37        | 18     | 3      |
|                | Bruno Landreau        | SE             | 601          | 46,62        | 5      | 1      |
|                |                       |                |              |              |        |        |
| Inscrits       | Inscrits              | Inscrits       | 2 352        | 100,00       |        |        |
| Abstentions    | Abstentions           | Abstentions    | 1 016        | 43,20        |        |        |
| Votants        | Votants               | Votants        | 1 336        | 56,80        |        |        |
| Blancs et nuls | Blancs et nuls        | Blancs et nuls | 47           | 3,52         |        |        |
| Exprimés       | Exprimés              | Exprimés       | 1 289        | 96,48        |        |        |

### La Roche-sur-Yon
- Maire sortant : Luc Bouard
- 45 sièges à pourvoir au conseil municipal (population légale 2017 : 54 372 habitants)
- 22 sièges à pourvoir au conseil communautaire (CA La Roche-sur-Yon - Agglomération)

| Tête de liste | Tête de liste         | Liste        | Premier tour | Premier tour | Second tour | Second tour | Sièges | Sièges |
| Tête de liste | Tête de liste         | Liste        | Voix         | %            | Voix        | %           | CM     | CC     |
| ------------- | --------------------- | ------------ | ------------ | ------------ | ----------- | ----------- | ------ | ------ |
|               | Luc Bouard            | LR-LREM      | 6 732        | 44,07        | 7 877       | 52,28       | 35     | 17     |
|               | Stéphane Ibarra       | PS           | 3 013        | 20,84        | 7 189       | 47,71       | 10     | 5      |
|               | Martine Chantecaille, | PCF-EELV-G.s | 2 471        | 17,09        | 7 189       | 47,71       | 10     | 5      |
|               | Nicolas Hélary        | DVG          | 1 920        | 13,28        | 7 189       | 47,71       | 10     | 5      |
|               | Raoul Mestre          | DVD          | 487          | 3,36         |             |             |        |        |
|               | Gilles Robin          | LO           | 194          | 1,34         |             |             |        |        |
|               |                       |              |              |              |             |             |        |        |
| Inscrits      | Inscrits              | Inscrits     | 37 962       | 100,00       | 38 028      | 100,00      |        |        |
| Abstentions   | Abstentions           | Abstentions  | 23 116       | 60,90        | 22 515      | 59,21       |        |        |
| Votants       | Votants               | Votants      | 14 843       | 39,10        | 15 513      | 40,79       |        |        |
| Blancs        | Blancs                | Blancs       | 145          | 0,98         | 217         | 1,40        |        |        |
| Nuls          | Nuls                  | Nuls         | 241          | 1,62         | 230         | 1,48        |        |        |
| Exprimés      | Exprimés              | Exprimés     | 14 457       | 97,40        | 15 066      | 97,12       |        |        |

### Le Boupère
- Maire sortant : Dominique Blanchard
- 23 sièges à pourvoir au conseil municipal (population légale 2017 : 3 150 habitants)
- 5 sièges à pourvoir au conseil communautaire (CC du Pays-de-Pouzauges)

| Tête de liste  | Tête de liste  | Liste          | Premier tour | Premier tour | Sièges | Sièges |
| Tête de liste  | Tête de liste  | Liste          | Voix         | %            | CM     | CC     |
| -------------- | -------------- | -------------- | ------------ | ------------ | ------ | ------ |
|                | Anne Bizon     | SE             | 830          | 100,00       | 23     | 5      |
|                |                |                |              |              |        |        |
| Inscrits       | Inscrits       | Inscrits       | 2 367        | 100,00       |        |        |
| Abstentions    | Abstentions    | Abstentions    | 1 358        | 57,37        |        |        |
| Votants        | Votants        | Votants        | 1 009        | 42,63        |        |        |
| Blancs et nuls | Blancs et nuls | Blancs et nuls | 179          | 17,78        |        |        |
| Exprimés       | Exprimés       | Exprimés       | 830          | 82,22        |        |        |

### Le Fenouiller
- Maire sortant : René Viaud
- 27 sièges à pourvoir au conseil municipal (population légale 2017 : 4 711 habitants)
- 4 sièges à pourvoir au conseil communautaire (CA Pays de Saint-Gilles-Croix-de-Vie Agglomération)

| Tête de liste  | Tête de liste    | Liste          | Premier tour | Premier tour | Sièges | Sièges |
| Tête de liste  | Tête de liste    | Liste          | Voix         | %            | CM     | CC     |
| -------------- | ---------------- | -------------- | ------------ | ------------ | ------ | ------ |
|                | Isabelle Tessier | DVD            | 1 036        | 56,21        | 21     | 3      |
|                | Laurent Reigniez | DIV            | 807          | 43,78        | 6      | 1      |
|                |                  |                |              |              |        |        |
| Inscrits       | Inscrits         | Inscrits       | 4 267        | 100,00       |        |        |
| Abstentions    | Abstentions      | Abstentions    | 2 318        | 54,32        |        |        |
| Votants        | Votants          | Votants        | 1 949        | 45,68        |        |        |
| Blancs et nuls | Blancs et nuls   | Blancs et nuls | 106          | 5,44         |        |        |
| Exprimés       | Exprimés         | Exprimés       | 1 843        | 94,56        |        |        |

### Le Poiré-sur-Vie
- Maire sortant : Sabine Roirand
- 29 sièges à pourvoir au conseil municipal (population légale 2017 : 8 509 habitants)
- 9 sièges à pourvoir au conseil communautaire (CC de Vie-et-Boulogne)

| Tête de liste  | Tête de liste  | Liste          | Premier tour | Premier tour | Sièges | Sièges |
| Tête de liste  | Tête de liste  | Liste          | Voix         | %            | CM     | CC     |
| -------------- | -------------- | -------------- | ------------ | ------------ | ------ | ------ |
|                | Sabine Roirand | DVD            | 1 782        | 69,50        | 25     | 8      |
|                | Nadine Küng    | DVG            | 782          | 30,49        | 4      | 1      |
|                |                |                |              |              |        |        |
| Inscrits       | Inscrits       | Inscrits       | 6 100        | 100,00       |        |        |
| Abstentions    | Abstentions    | Abstentions    | 3 383        | 55,46        |        |        |
| Votants        | Votants        | Votants        | 2 717        | 44,54        |        |        |
| Blancs et nuls | Blancs et nuls | Blancs et nuls | 153          | 5,63         |        |        |
| Exprimés       | Exprimés       | Exprimés       | 2 564        | 94,37        |        |        |

### Les Achards
- Maire sortant : Daniel Gracineau
- 33 sièges à pourvoir au conseil municipal (population légale 2017 : 5 063 habitants)
- 8 sièges à pourvoir au conseil communautaire (Pays-des-Achards)

| Tête de liste  | Tête de liste    | Liste          | Premier tour | Premier tour | Sièges | Sièges |
| Tête de liste  | Tête de liste    | Liste          | Voix         | %            | CM     | CC     |
| -------------- | ---------------- | -------------- | ------------ | ------------ | ------ | ------ |
|                | Michel Valla     | DVD            | 1 050        | 59,79        | 27     | 6      |
|                | Martial Caillaud | DVD            | 706          | 40,20        | 6      | 2      |
|                |                  |                |              |              |        |        |
| Inscrits       | Inscrits         | Inscrits       | 3 849        | 100,00       |        |        |
| Abstentions    | Abstentions      | Abstentions    | 2047         | 52,92        |        |        |
| Votants        | Votants          | Votants        | 1 812        | 47,08        |        |        |
| Blancs et nuls | Blancs et nuls   | Blancs et nuls | 56           | 3,09         |        |        |
| Exprimés       | Exprimés         | Exprimés       | 1 756        | 96,91        |        |        |

### Les Herbiers
- Maire sortant : Véronique Besse
- 33 sièges à pourvoir au conseil municipal (population légale 2017 : 15 958 habitants)
- 18 sièges à pourvoir au conseil communautaire (CC du Pays des Herbiers)

| Tête de liste  | Tête de liste       | Liste          | Premier tour | Premier tour | Sièges | Sièges |
| Tête de liste  | Tête de liste       | Liste          | Voix         | %            | CM     | CC     |
| -------------- | ------------------- | -------------- | ------------ | ------------ | ------ | ------ |
|                | Véronique Besse     | DVD            | 3 727        | 67,17        | 28     | 15     |
|                | Julie Mariel-Godard | DVG            | 1 821        | 32,82        | 5      | 3      |
|                |                     |                |              |              |        |        |
| Inscrits       | Inscrits            | Inscrits       | 11 612       | 100,00       |        |        |
| Abstentions    | Abstentions         | Abstentions    | 5 895        | 50,77        |        |        |
| Votants        | Votants             | Votants        | 5 717        | 49,23        |        |        |
| Blancs et nuls | Blancs et nuls      | Blancs et nuls | 169          | 2,96         |        |        |
| Exprimés       | Exprimés            | Exprimés       | 5 548        | 97,04        |        |        |

### Les Lucs-sur-Boulogne
- Maire sortant : Roger Gaborieau
- 23 sièges à pourvoir au conseil municipal (population légale 2017 : 3 463 habitants)
- 4 sièges à pourvoir au conseil communautaire (CC de Vie-et-Boulogne)

| Tête de liste  | Tête de liste  | Liste          | Premier tour | Premier tour | Sièges | Sièges |
| Tête de liste  | Tête de liste  | Liste          | Voix         | %            | CM     | CC     |
| -------------- | -------------- | -------------- | ------------ | ------------ | ------ | ------ |
|                | Christophe Gas | SE             |              | 100,00       | 23     | 4      |
|                |                |                |              |              |        |        |
| Inscrits       | Inscrits       | Inscrits       | 2 486        | 100,00       |        |        |
| Abstentions    | Abstentions    | Abstentions    | 1 559        | 62,71        |        |        |
| Votants        | Votants        | Votants        | 927          | 37,29        |        |        |
| Blancs et nuls | Blancs et nuls | Blancs et nuls | 103          | 11,11        |        |        |
| Exprimés       | Exprimés       | Exprimés       | 824          | 88,89        |        |        |

### Les Sables-d'Olonne
- Maire sortant : Yannick Moreau
- 45 sièges à pourvoir au conseil municipal (population légale 2017 : 44 017 habitants)
- 20 sièges à pourvoir au conseil communautaire (CA Les Sables-d'Olonne-Agglomération)

| Tête de liste | Tête de liste          | Liste        | Premier tour | Premier tour | Second tour | Second tour | Sièges | Sièges |
| Tête de liste | Tête de liste          | Liste        | Voix         | %            | Voix        | %           | CM     | CC     |
| ------------- | ---------------------- | ------------ | ------------ | ------------ | ----------- | ----------- | ------ | ------ |
|               | Yannick Moreau,        | LR           | 6 625        | 42,85        | 7 523       | 54,92       | 36     | 16     |
|               | Brigitte Tesson        | DVC          | 2 448        | 15,83        | 2 953       | 21,55       | 5      | 2      |
|               | Anthony Bourget        | DVD          | 838          | 5,42         | 2 953       | 21,55       | 5      | 2      |
|               | Caroline Pottier       | LFI-PCF-EELV | 1 630        | 10,54        | 1 724       | 12,58       | 2      | 1      |
|               | Claire Legrand         | LREM         | 2 068        | 13,37        | 1 498       | 10,93       | 2      | 1      |
|               | François-Charles Brion | RN           | 932          | 6,02         |             |             |        |        |
|               | Catherine Hegly        | SE           | 558          | 3,60         |             |             |        |        |
|               | Laure Pavageau         | SE           | 360          | 2,32         |             |             |        |        |
|               |                        |              |              |              |             |             |        |        |
| Inscrits      | Inscrits               | Inscrits     | 39 670       | 100,00       | 39 594      | 100,00      |        |        |
| Abstentions   | Abstentions            | Abstentions  | 23 699       | 59,74        | 25 528      | 64,47       |        |        |
| Votants       | Votants                | Votants      | 15 971       | 40,26        | 14 066      | 35,53       |        |        |
| Blancs        | Blancs                 | Blancs       | 111          | 0,70         | 167         | 1,19        |        |        |
| Nuls          | Nuls                   | Nuls         | 401          | 2,51         | 201         | 1,43        |        |        |
| Exprimés      | Exprimés               | Exprimés     | 15 459       | 96,79        | 13 698      | 97,38       |        |        |

### Luçon
- Maire sortant : Pierre-Guy Perrier
- 29 sièges à pourvoir au conseil municipal (population légale 2017 : 9 540 habitants)
- 12 sièges à pourvoir au conseil communautaire (CC Sud-Vendée-Littoral)

| Tête de liste  | Tête de liste    | Liste          | Premier tour | Premier tour | Sièges | Sièges |
| Tête de liste  | Tête de liste    | Liste          | Voix         | %            | CM     | CC     |
| -------------- | ---------------- | -------------- | ------------ | ------------ | ------ | ------ |
|                | Dominique Bonnin | DVD            | 1 993        | 61,79        | 24     | 10     |
|                | Arnaud Bouget    | DVG            | 1 232        | 38,20        | 5      | 2      |
|                |                  |                |              |              |        |        |
| Inscrits       | Inscrits         | Inscrits       | 7 778        | 100,00       |        |        |
| Abstentions    | Abstentions      | Abstentions    | 4 319        | 55,53        |        |        |
| Votants        | Votants          | Votants        | 3 459        | 44,47        |        |        |
| Blancs et nuls | Blancs et nuls   | Blancs et nuls | 234          | 6,76         |        |        |
| Exprimés       | Exprimés         | Exprimés       | 3 225        | 93,24        |        |        |

### Montaigu-Vendée
- Maire sortant : Antoine Chéreau
- 43 sièges à pourvoir au conseil municipal (population légale 2017 : 20 126 habitants)
- 20 sièges à pourvoir au conseil communautaire (CA Terres de Montaigu, communauté d'agglomération)

| Tête de liste  | Tête de liste    | Liste          | Premier tour | Premier tour | Sièges | Sièges |
| Tête de liste  | Tête de liste    | Liste          | Voix         | %            | CM     | CC     |
| -------------- | ---------------- | -------------- | ------------ | ------------ | ------ | ------ |
|                | Florent Limouzin | DVD            | 4 402        | 67,33        | 36     | 17     |
|                | Vincent Mathieu  | DVG            | 2 135        | 32,66        | 7      | 3      |
|                |                  |                |              |              |        |        |
| Inscrits       | Inscrits         | Inscrits       | 15 454       | 100,00       |        |        |
| Abstentions    | Abstentions      | Abstentions    | 8 674        | 56,13        |        |        |
| Votants        | Votants          | Votants        | 6 780        | 43,87        |        |        |
| Blancs et nuls | Blancs et nuls   | Blancs et nuls | 243          | 3,58         |        |        |
| Exprimés       | Exprimés         | Exprimés       | 6 537        | 96,42        |        |        |

### Montréverd
- Maire sortant : Damien Grasset
- 29 sièges à pourvoir au conseil municipal (population légale 2017 : 3 700 habitants)
- 4 sièges à pourvoir au conseil communautaire (CA Terres de Montaigu, communauté d'agglomération)

| Tête de liste  | Tête de liste  | Liste          | Premier tour | Premier tour | Sièges | Sièges |
| Tête de liste  | Tête de liste  | Liste          | Voix         | %            | CM     | CC     |
| -------------- | -------------- | -------------- | ------------ | ------------ | ------ | ------ |
|                | Damien Grasset | DVD            | 923          | 100,00       | 29     | 4      |
|                |                |                |              |              |        |        |
| Inscrits       | Inscrits       | Inscrits       | 2 639        | 100,00       |        |        |
| Abstentions    | Abstentions    | Abstentions    | 1 516        | 57,45        |        |        |
| Votants        | Votants        | Votants        | 1 123        | 42,55        |        |        |
| Blancs et nuls | Blancs et nuls | Blancs et nuls | 200          | 17,81        |        |        |
| Exprimés       | Exprimés       | Exprimés       | 923          | 82,19        |        |        |

### Mortagne-sur-Sèvre
- Maire sortant : Alain Brochoire
- 29 sièges à pourvoir au conseil municipal (population légale 2017 : 5 930 habitants)
- 7 sièges à pourvoir au conseil communautaire (CC du Pays-de-Mortagne)

| Tête de liste  | Tête de liste   | Liste          | Premier tour | Premier tour | Sièges | Sièges |
| Tête de liste  | Tête de liste   | Liste          | Voix         | %            | CM     | CC     |
| -------------- | --------------- | -------------- | ------------ | ------------ | ------ | ------ |
|                | Alain Brochoire | DVD            | 1 306        | 100,00       | 29     | 7      |
|                |                 |                |              |              |        |        |
| Inscrits       | Inscrits        | Inscrits       | 4 936        | 100,00       |        |        |
| Abstentions    | Abstentions     | Abstentions    | 3 506        | 71,03        |        |        |
| Votants        | Votants         | Votants        | 1 430        | 28,97        |        |        |
| Blancs et nuls | Blancs et nuls  | Blancs et nuls | 124          | 8,67         |        |        |
| Exprimés       | Exprimés        | Exprimés       | 1 306        | 91,33        |        |        |

### Mouilleron-le-Captif
- Maire sortant : Jacky Godard
- 27 sièges à pourvoir au conseil municipal (population légale 2017 : 4 928 habitants)
- 3 sièges à pourvoir au conseil communautaire (CA La Roche-sur-Yon - Agglomération)

| Tête de liste  | Tête de liste  | Liste          | Premier tour | Premier tour | Sièges | Sièges |
| Tête de liste  | Tête de liste  | Liste          | Voix         | %            | CM     | CC     |
| -------------- | -------------- | -------------- | ------------ | ------------ | ------ | ------ |
|                | Jacky Godard   | DVD            | 1 491        | 100,00       | 27     | 3      |
|                |                |                |              |              |        |        |
| Inscrits       | Inscrits       | Inscrits       | 4 143        | 100,00       |        |        |
| Abstentions    | Abstentions    | Abstentions    | 2 504        | 60,44        |        |        |
| Votants        | Votants        | Votants        | 1 639        | 39,56        |        |        |
| Blancs et nuls | Blancs et nuls | Blancs et nuls | 148          | 9,03         |        |        |
| Exprimés       | Exprimés       | Exprimés       | 1 491        | 90,97        |        |        |

### Noirmoutier-en-l'Île
- Maire sortant : Noël Faucher
- 27 sièges à pourvoir au conseil municipal (population légale 2017 : 4 668 habitants)
- 10 sièges à pourvoir au conseil communautaire (CC de l'Île-de-Noirmoutier)

| Tête de liste  | Tête de liste  | Liste          | Premier tour | Premier tour | Sièges | Sièges |
| Tête de liste  | Tête de liste  | Liste          | Voix         | %            | CM     | CC     |
| -------------- | -------------- | -------------- | ------------ | ------------ | ------ | ------ |
|                | Yan Balat      | DVC            | 1 497        | 57,59        | 22     | 8      |
|                | Noël Faucher,  | DVD            | 1 102        | 42,40        | 5      | 2      |
|                |                |                |              |              |        |        |
| Inscrits       | Inscrits       | Inscrits       | 4 281        | 100,00       |        |        |
| Abstentions    | Abstentions    | Abstentions    | 1 605        | 37,49        |        |        |
| Votants        | Votants        | Votants        | 2 676        | 62,51        |        |        |
| Blancs et nuls | Blancs et nuls | Blancs et nuls | 77           | 2,88         |        |        |
| Exprimés       | Exprimés       | Exprimés       | 2 599        | 97,12        |        |        |

### Pouzauges
- Maire sortant : Michelle Devanne
- 29 sièges à pourvoir au conseil municipal (population légale 2017 : 5 514 habitants)
- 9 sièges à pourvoir au conseil communautaire (CC du Pays-de-Pouzauges)

| Tête de liste  | Tête de liste    | Liste          | Premier tour | Premier tour | Sièges | Sièges |
| Tête de liste  | Tête de liste    | Liste          | Voix         | %            | CM     | CC     |
| -------------- | ---------------- | -------------- | ------------ | ------------ | ------ | ------ |
|                | Michelle Devanne | DVG            | 1 253        | 57,34        | 23     | 7      |
|                | Didier Dolé      | DVD            | 932          | 42,65        | 6      | 2      |
|                |                  |                |              |              |        |        |
| Inscrits       | Inscrits         | Inscrits       | 4 327        | 100,00       |        |        |
| Abstentions    | Abstentions      | Abstentions    | 2 063        | 47,68        |        |        |
| Votants        | Votants          | Votants        | 2 264        | 52,32        |        |        |
| Blancs et nuls | Blancs et nuls   | Blancs et nuls | 79           | 3,49         |        |        |
| Exprimés       | Exprimés         | Exprimés       | 2 185        | 96,51        |        |        |

### Rocheservière
- Maire sortant : Bernard Dabreteau
- 23 sièges à pourvoir au conseil municipal (population légale 2017 : 3 322 habitants)
- 3 sièges à pourvoir au conseil communautaire (CA Terres de Montaigu, communauté d'agglomération)

| Tête de liste  | Tête de liste     | Liste          | Premier tour | Premier tour | Sièges | Sièges |
| Tête de liste  | Tête de liste     | Liste          | Voix         | %            | CM     | CC     |
| -------------- | ----------------- | -------------- | ------------ | ------------ | ------ | ------ |
|                | Bernard Dabreteau | SE             | 790          | 100,00       | 23     | 3      |
|                |                   |                |              |              |        |        |
| Inscrits       | Inscrits          | Inscrits       | 2 305        | 100,00       |        |        |
| Abstentions    | Abstentions       | Abstentions    | 1 365        | 59,22        |        |        |
| Votants        | Votants           | Votants        | 940          | 40,78        |        |        |
| Blancs et nuls | Blancs et nuls    | Blancs et nuls | 150          | 15,96        |        |        |
| Exprimés       | Exprimés          | Exprimés       | 790          | 84,04        |        |        |

### Rives de l'Yon
- Maire sortant : Jean-Louis Batiot
- 29 sièges à pourvoir au conseil municipal (population légale 2017 : 4 160 habitants)
- 2 sièges à pourvoir au conseil communautaire (CA La Roche-sur-Yon - Agglomération)

| Tête de liste  | Tête de liste       | Liste          | Premier tour | Premier tour | Sièges | Sièges |
| Tête de liste  | Tête de liste       | Liste          | Voix         | %            | CM     | CC     |
| -------------- | ------------------- | -------------- | ------------ | ------------ | ------ | ------ |
|                | Christophe Hermouet | DVD            | 899          | 55,15        | 23     | 2      |
|                | Jean-Louis Batiot   | DVD            | 731          | 44,84        | 6      | 0      |
|                |                     |                |              |              |        |        |
| Inscrits       | Inscrits            | Inscrits       | 3 250        | 100,00       |        |        |
| Abstentions    | Abstentions         | Abstentions    | 1 518        | 46,71        |        |        |
| Votants        | Votants             | Votants        | 1 732        | 53,29        |        |        |
| Blancs et nuls | Blancs et nuls      | Blancs et nuls | 102          | 5,89         |        |        |
| Exprimés       | Exprimés            | Exprimés       | 1 630        | 94,11        |        |        |

### Saint-Fulgent
- Maire sortant : Paul Boudaud
- 27 sièges à pourvoir au conseil municipal (population légale 2017 : 3 792 habitants)
- 4 sièges à pourvoir au conseil communautaire (CC du Pays-de-Saint-Fulgent-les-Essarts)

| Tête de liste  | Tête de liste    | Liste          | Premier tour | Premier tour | Sièges | Sièges |
| Tête de liste  | Tête de liste    | Liste          | Voix         | %            | CM     | CC     |
| -------------- | ---------------- | -------------- | ------------ | ------------ | ------ | ------ |
|                | Jean-Luc Gautron | DVD            | 982          | 100,00       | 27     | 4      |
|                |                  |                |              |              |        |        |
| Inscrits       | Inscrits         | Inscrits       | 2 667        | 100,00       |        |        |
| Abstentions    | Abstentions      | Abstentions    | 1 588        | 59,54        |        |        |
| Votants        | Votants          | Votants        | 1 079        | 40,46        |        |        |
| Blancs et nuls | Blancs et nuls   | Blancs et nuls | 97           | 8,99         |        |        |
| Exprimés       | Exprimés         | Exprimés       | 982          | 91,01        |        |        |

### Saint-Gilles-Croix-de-Vie
- Maire sortant : François Blanchet
- 29 sièges à pourvoir au conseil municipal (population légale 2017 : 7 655 habitants)
- 7 sièges à pourvoir au conseil communautaire (CA Pays de Saint-Gilles-Croix-de-Vie Agglomération)

| Tête de liste  | Tête de liste     | Liste          | Premier tour | Premier tour | Sièges | Sièges |
| Tête de liste  | Tête de liste     | Liste          | Voix         | %            | CM     | CC     |
| -------------- | ----------------- | -------------- | ------------ | ------------ | ------ | ------ |
|                | François Blanchet | DVD            | 2 198        | 100,00       | 29     | 7      |
|                |                   |                |              |              |        |        |
| Inscrits       | Inscrits          | Inscrits       | 7 227        | 100,00       |        |        |
| Abstentions    | Abstentions       | Abstentions    | 4 759        | 65,85        |        |        |
| Votants        | Votants           | Votants        | 2 468        | 34,15        |        |        |
| Blancs et nuls | Blancs et nuls    | Blancs et nuls | 270          | 10,94        |        |        |
| Exprimés       | Exprimés          | Exprimés       | 2 198        | 89,06        |        |        |

### Saint-Hilaire-de-Riez
- Maire sortant : Laurent Boudelier
- 33 sièges à pourvoir au conseil municipal (population légale 2017 : 11 169 habitants)
- 11 sièges à pourvoir au conseil communautaire (CA Pays de Saint-Gilles-Croix-de-Vie Agglomération)

| Tête de liste | Tête de liste       | Liste       | Premier tour | Premier tour | Second tour | Second tour | Sièges | Sièges |
| Tête de liste | Tête de liste       | Liste       | Voix         | %            | Voix        | %           | CM     | CC     |
| ------------- | ------------------- | ----------- | ------------ | ------------ | ----------- | ----------- | ------ | ------ |
|               | Kathia Viel         | DIV         | 1 599        | 32,24        | 2 958       | 52,28       | 25     | 9      |
|               | Évelyne Bouillon    | DVG         | 685          | 13,81        | 2 958       | 52,28       | 25     | 9      |
|               | Laurent Boudelier,  | UDI-LMR     | 1 862        | 37,54        | 2 335       | 41,27       | 7      | 2      |
|               | Jean-Patrick Fillet | RN          | 539          | 10,86        | 364         | 6,43        | 1      | 0      |
|               | Élisabeth Clément   | DVG         | 274          | 5,52         |             |             |        |        |
|               |                     |             |              |              |             |             |        |        |
| Inscrits      | Inscrits            | Inscrits    | 11 047       | 100,00       | 11 032      | 100,00      |        |        |
| Abstentions   | Abstentions         | Abstentions | 5 855        | 53,03        | 5 246       | 47,55       |        |        |
| Votants       | Votants             | Votants     | 5 189        | 46,97        | 5 786       | 52,42       |        |        |
| Blancs        | Blancs              | Blancs      | 43           | 0,83         | 56          | 0,97        |        |        |
| Nuls          | Nuls                | Nuls        | 187          | 3,60         | 73          | 1,26        |        |        |
| Exprimés      | Exprimés            | Exprimés    | 4 959        | 95,57        | 5 657       | 97,77       |        |        |

### Saint-Jean-de-Monts
- Maire sortant : André Ricolleau
- 29 sièges à pourvoir au conseil municipal (population légale 2017 : 8 634 habitants)
- 14 sièges à pourvoir au conseil communautaire (CC Océan-Marais-de-Monts)

| Tête de liste  | Tête de liste    | Liste          | Premier tour | Premier tour | Sièges | Sièges |
| Tête de liste  | Tête de liste    | Liste          | Voix         | %            | CM     | CC     |
| -------------- | ---------------- | -------------- | ------------ | ------------ | ------ | ------ |
|                | Véronique Launay | DVG            | 1 999        | 53,65        | 23     | 11     |
|                | Yves Mathias     | DVD            | 1 727        | 46,34        | 6      | 3      |
|                |                  |                |              |              |        |        |
| Inscrits       | Inscrits         | Inscrits       | 8 425        | 100,00       |        |        |
| Abstentions    | Abstentions      | Abstentions    | 4 598        | 54,58        |        |        |
| Votants        | Votants          | Votants        | 3 827        | 45,42        |        |        |
| Blancs et nuls | Blancs et nuls   | Blancs et nuls | 101          | 2,64         |        |        |
| Exprimés       | Exprimés         | Exprimés       | 3 726        | 97,36        |        |        |

### Saint-Laurent-sur-Sèvre
- Maire sortant : Guy-Marie Maudet
- 27 sièges à pourvoir au conseil municipal (population légale 2017 : 3 617 habitants)
- 4 sièges à pourvoir au conseil communautaire (CC du Pays-de-Mortagne)

| Tête de liste  | Tête de liste  | Liste          | Premier tour | Premier tour | Sièges | Sièges |
| Tête de liste  | Tête de liste  | Liste          | Voix         | %            | CM     | CC     |
| -------------- | -------------- | -------------- | ------------ | ------------ | ------ | ------ |
|                | Éric Couderc   | DVD            | 854          | 100,00       | 27     | 4      |
|                |                |                |              |              |        |        |
| Inscrits       | Inscrits       | Inscrits       | 2 688        | 100,00       |        |        |
| Abstentions    | Abstentions    | Abstentions    | 1 679        | 62,46        |        |        |
| Votants        | Votants        | Votants        | 1 009        | 37,54        |        |        |
| Blancs et nuls | Blancs et nuls | Blancs et nuls | 155          | 15,36        |        |        |
| Exprimés       | Exprimés       | Exprimés       | 854          | 84,64        |        |        |

### Saint-Philbert-de-Bouaine
- Maire sortant : Francis Breton
- 23 sièges à pourvoir au conseil municipal (population légale 2017 : 3 424 habitants)
- 3 sièges à pourvoir au conseil communautaire (CA Terres de Montaigu, communauté d'agglomération)

| Tête de liste  | Tête de liste  | Liste          | Premier tour | Premier tour | Sièges | Sièges |
| Tête de liste  | Tête de liste  | Liste          | Voix         | %            | CM     | CC     |
| -------------- | -------------- | -------------- | ------------ | ------------ | ------ | ------ |
|                | Francis Breton | SE             | 811          | 100,00       | 23     | 3      |
|                |                |                |              |              |        |        |
| Inscrits       | Inscrits       | Inscrits       | 2 328        | 100,00       |        |        |
| Abstentions    | Abstentions    | Abstentions    | 1 412        | 60,65        |        |        |
| Votants        | Votants        | Votants        | 916          | 39,35        |        |        |
| Blancs et nuls | Blancs et nuls | Blancs et nuls | 105          | 11,46        |        |        |
| Exprimés       | Exprimés       | Exprimés       | 811          | 88,54        |        |        |

### Sallertaine
- Maire sortant : Jean-Luc Menuet
- 23 sièges à pourvoir au conseil municipal (population légale 2017 : 3 099 habitants)
- 2 sièges à pourvoir au conseil communautaire (CC Challans-Gois-Communauté)

| Tête de liste  | Tête de liste   | Liste          | Premier tour | Premier tour | Sièges | Sièges |
| Tête de liste  | Tête de liste   | Liste          | Voix         | %            | CM     | CC     |
| -------------- | --------------- | -------------- | ------------ | ------------ | ------ | ------ |
|                | Jean-Luc Menuet | SE             | 823          | 100,00       | 23     | 2      |
|                |                 |                |              |              |        |        |
| Inscrits       | Inscrits        | Inscrits       | 2 513        | 100,00       |        |        |
| Abstentions    | Abstentions     | Abstentions    | 1 573        | 62,59        |        |        |
| Votants        | Votants         | Votants        | 940          | 37,41        |        |        |
| Blancs et nuls | Blancs et nuls  | Blancs et nuls | 117          | 12,45        |        |        |
| Exprimés       | Exprimés        | Exprimés       | 823          | 87,55        |        |        |

### Sèvremont
- Maire sortant : Bernard Martineau
- 33 sièges à pourvoir au conseil municipal (population légale 2017 : 6 486 habitants)
- 9 sièges à pourvoir au conseil communautaire (CC du Pays-de-Pouzauges)

| Tête de liste  | Tête de liste  | Liste          | Premier tour | Premier tour | Sièges | Sièges |
| Tête de liste  | Tête de liste  | Liste          | Voix         | %            | CM     | CC     |
| -------------- | -------------- | -------------- | ------------ | ------------ | ------ | ------ |
|                | Jean-Louis Roy | DVD            | 1 310        | 100,00       | 33     | 9      |
|                |                |                |              |              |        |        |
| Inscrits       | Inscrits       | Inscrits       | 4 650        | 100,00       |        |        |
| Abstentions    | Abstentions    | Abstentions    | 3 014        | 64,82        |        |        |
| Votants        | Votants        | Votants        | 1 636        | 35,18        |        |        |
| Blancs et nuls | Blancs et nuls | Blancs et nuls | 326          | 19,93        |        |        |
| Exprimés       | Exprimés       | Exprimés       | 1 310        | 80,07        |        |        |

### Soullans
- Maire sortant : Jean-Michel Rouillé
- 27 sièges à pourvoir au conseil municipal (population légale 2017 : 4 221 habitants)
- 7 sièges à pourvoir au conseil communautaire (CC Océan-Marais-de-Monts)

| Tête de liste  | Tête de liste       | Liste          | Premier tour | Premier tour | Sièges | Sièges |
| Tête de liste  | Tête de liste       | Liste          | Voix         | %            | CM     | CC     |
| -------------- | ------------------- | -------------- | ------------ | ------------ | ------ | ------ |
|                | Jean-Michel Rouillé | DVD            | 1 189        | 76,75        | 24     | 7      |
|                | Loreleï Villeret    | DVG            | 360          | 23,24        | 3      | 0      |
|                |                     |                |              |              |        |        |
| Inscrits       | Inscrits            | Inscrits       | 3 665        | 100,00       |        |        |
| Abstentions    | Abstentions         | Abstentions    | 2 053        | 56,02        |        |        |
| Votants        | Votants             | Votants        | 1 612        | 43,98        |        |        |
| Blancs et nuls | Blancs et nuls      | Blancs et nuls | 63           | 3,91         |        |        |
| Exprimés       | Exprimés            | Exprimés       | 1 549        | 96,09        |        |        |

### Talmont-Saint-Hilaire
- Maire sortant : Maxence de Rugy
- 29 sièges à pourvoir au conseil municipal (population légale 2017 : 7 657 habitants)
- 10 sièges à pourvoir au conseil communautaire (CC Vendée-Grand-Littoral)

| Tête de liste  | Tête de liste    | Liste          | Premier tour | Premier tour | Sièges | Sièges |
| Tête de liste  | Tête de liste    | Liste          | Voix         | %            | CM     | CC     |
| -------------- | ---------------- | -------------- | ------------ | ------------ | ------ | ------ |
|                | Maxence de Rugy  | DVD            | 2 235        | 72,49        | 26     | 9      |
|                | Philippe Chauvin | DVG            | 536          | 17,38        | 2      | 1      |
|                | Eddy Vincent     | LREM           | 312          | 10,12        | 1      | 0      |
|                |                  |                |              |              |        |        |
| Inscrits       | Inscrits         | Inscrits       | 6 938        | 100,00       |        |        |
| Abstentions    | Abstentions      | Abstentions    | 3 753        | 54,09        |        |        |
| Votants        | Votants          | Votants        | 3 185        | 45,91        |        |        |
| Blancs et nuls | Blancs et nuls   | Blancs et nuls | 102          | 3,20         |        |        |
| Exprimés       | Exprimés         | Exprimés       | 3 083        | 96,80        |        |        |

### Treize-Septiers
- Maire sortant :  Isabelle Rivière
- 23 sièges à pourvoir au conseil municipal (population légale 2017 : 3 209 habitants)
- 3 sièges à pourvoir au conseil communautaire (CA Terres de Montaigu, communauté d'agglomération)

| Tête de liste  | Tête de liste    | Liste          | Premier tour | Premier tour | Sièges | Sièges |
| Tête de liste  | Tête de liste    | Liste          | Voix         | %            | CM     | CC     |
| -------------- | ---------------- | -------------- | ------------ | ------------ | ------ | ------ |
|                | Isabelle Rivière | SE             | 804          | 100,00       | 23     | 3      |
|                |                  |                |              |              |        |        |
| Inscrits       | Inscrits         | Inscrits       | 2 398        | 100,00       |        |        |
| Abstentions    | Abstentions      | Abstentions    | 1 401        | 58,42        |        |        |
| Votants        | Votants          | Votants        | 997          | 41,58        |        |        |
| Blancs et nuls | Blancs et nuls   | Blancs et nuls | 193          | 19,36        |        |        |
| Exprimés       | Exprimés         | Exprimés       | 804          | 80,64        |        |        |

### Venansault
- Maire sortant : Laurent Favreau
- 27 sièges à pourvoir au conseil municipal (population légale 2017 : 4 644 habitants)
- 2 sièges à pourvoir au conseil communautaire (CA La Roche-sur-Yon - Agglomération)

| Tête de liste  | Tête de liste    | Liste          | Premier tour | Premier tour | Sièges | Sièges |
| Tête de liste  | Tête de liste    | Liste          | Voix         | %            | CM     | CC     |
| -------------- | ---------------- | -------------- | ------------ | ------------ | ------ | ------ |
|                | Laurent Favreau, | DVD            | 1 116        | 62,87        | 22     | 2      |
|                | Willy Martin     | SE             | 659          | 37,12        | 5      | 0      |
|                |                  |                |              |              |        |        |
| Inscrits       | Inscrits         | Inscrits       | 3 578        | 100,00       |        |        |
| Abstentions    | Abstentions      | Abstentions    | 1 753        | 48,99        |        |        |
| Votants        | Votants          | Votants        | 1 825        | 51,01        |        |        |
| Blancs et nuls | Blancs et nuls   | Blancs et nuls | 50           | 2,74         |        |        |
| Exprimés       | Exprimés         | Exprimés       | 1 775        | 97,26        |        |        |